# I. e. 287
Évszázadok: i. e. 4. század – i. e. 3. század – i. e. 2. század
Évtizedek: i. e. 330-as évek – i. e. 320-as évek – i. e. 310-es évek – i. e. 300-as évek – i. e. 290-es évek – i. e. 280-as évek – i. e. 270-es évek – i. e. 260-as évek – i. e. 250-es évek – i. e. 240-es évek – i. e. 230-as évek
Évek: i. e. 292 – i. e. 291 – i. e. 290 – i. e. 289 –  i. e. 288 – i. e. 287 – i. e. 286 – i. e. 285 – i. e. 284 – i. e. 283 – i. e. 282

## Események

### Hellenisztikus birodalmak
- Démétriosz Pürrhosz ellen vonul, de a fennhéjázó, kicsapongó királyt nem kedvelő katonái a csata előtt átállnak a fiatal, jó hadvezér Pürrhosz oldalára. Démétriosz álruhában elmenekül. Amikor felesége, Phila értesül bukásáról, méreggel öngyilkosságot követ el.
- Pürrhosz előbb kikiáltja magát Makedónia királyává, majd Lüszimakhosz követelésére felosztják egymás között az országot.
- Démétriosz maradék erőivel (mintegy tízezer fővel) Athénhoz vonul, de a város Pürrhosztól kér segítséget. Démétriosz rövid időre ostrom alá veszi Athént majd inkább áthajózik Kis-Ázsiába, hogy megpróbálja meghódítani a Lüszimakhosz uralta Káriát és Lüdiát.
- Kis-ázsiában Lüszimakhosz fia, Agathoklész támad Démétrioszra, aki sikerrel hárítja a támadást, de vonulásai közben a járvány és az éhezés miatt nyolcezer emberét elveszti.
- Theophrasztosz halála után Lampszakoszi Sztratón veszi át az athéni peripatetikus iskola vezetését.

### Róma
- Marcus Claudius Marcellust és Caius Nautius Rutilust választják consulnak.
- Az alsóbb néposztályok eladósodottsága miatt lázadás tör ki és a nép kivonul a városból a Janiculum dombra. A helyzet megoldására a plebejus Quintus Hortensiust választják dictatornak, aki elfogadtatja a lex Hortensiát, melynek értelmében a továbbiakban nem szükséges a szenátus jóváhagyása a népgyűlés (concilium plebis) által hozott törvények életbe lépéséhez. A törvény jelentős lépés a plebejusok politikai egyenlőségért vívott harcában és a továbbiakban újabb kivonulásra már nem kerül sor.

## Születések
- Arkhimédész, görög matematikus, csillagász

## Halálozások
- Theophrasztosz, görög filozófus

## Fordítás
- Ez a szócikk részben vagy egészben  a(z)   287 BC című angol Wikipédia-szócikk ezen változatának fordításán alapul.  Az eredeti cikk szerkesztőit annak laptörténete sorolja fel. Ez a jelzés csupán a megfogalmazás eredetét és a szerzői jogokat jelzi, nem szolgál a cikkben szereplő információk forrásmegjelöléseként.